# Sventorps socken
Sventorps socken i Västergötland ingick i Kåkinds härad, ingår sedan 1971 i Skövde kommun och motsvarar från 2016 Sventorps distrikt.
Socknens areal är 58,96 kvadratkilometer varav 58,80 land. År 2000 fanns här 1 450 invånare. Godset Knistad med Skövde flygplats samt tätorten Igelstorp med sockenkyrkan  Sventorps kyrka ligger i socknen.

## Administrativ historik
Socknen har medeltida ursprung. 1890 införlivades Suntetorps socken.
Vid kommunreformen 1862 övergick socknens ansvar för de kyrkliga frågorna till Sventorps församling och för de borgerliga frågorna bildades gemensamt med Suntetorps socken Sventorps landskommun. Landskommunen uppgick 1952 i Värsås landskommun som upplöstes 1971 då denna del uppgick i Skövde kommun. Församlingen uppgick 2002 i Sventorp-Forsby församling.
1 januari 2016 inrättades distriktet Sventorp, med samma omfattning som församlingen hade 1999/2000.  
Socknen har tillhört län, fögderier, tingslag och domsagor enligt vad som beskrivs i artikeln Kåkinds härad. De indelta soldaterna tillhörde Skaraborgs regemente och Västgöta regemente, Kåkinds kompani.

## Geografi
Sventorps socken ligger nordost om Skövde med Ösan i väster. Socknen är en odlad slättbygd med skogsmark i norr och söder.

## Byar och hemman
Sventorps socken består historiskt av nedan listade byar och enstaka hemman. När en by har flera hemman anges också hemmansnumren.
- Alebäcken, ett hemman (1) samt två ängar (2 och 3).
- Björstorp, Lilla, enstaka hemman, första gången i jordeboken 1561 som kronotorp.
- Björstorp, Stora, enstaka hemman, första gången i jordeboken 1561 som kronotorp.
- Bråten, by med två hemman (Stora Bråten och Lilla Bråten), första gången i jordeboken 1619, huvuddelen inlagd under Gammalstorp i Forsby socken.
- Dagstorp (eller Prästadagstorp), ett hemman (1) och två mossar (2). Kallas också Lilla Dagstorp för att skilja den från Dagstorp i Locketorps socken.
- Daltorp, enstaka hemman, första gången i jordeboken 1564 som ett skattetorp.
- Djupedalen (eller Framnäs), enstaka hemman, första gången i jordeboken 1614.
- Erikstorp (eller Prästegården), enstaka hemman, första gången i jordeboken 1564 som kronotorp. Kyrkoherdeboställe.
- Fjället, se Säterkullen.
- Frostamyren (eller Myren), enstaka hemman, första gången i jordeboken 1601 som kronotorp.
- Fröbäcken, enstaka hemman, första gången i jordeboken 1631.
- Frökullen, enstaka hemman, tillika säteri, första gången i jordeboken 1564 som kronotorp.
- Grönevall, enstaka hemman, första gången i jordeboken 1825. Lyder under Suntetorp.
- Grönatomten, enstaka hemman. Lyder under Suntetorp.
- Görjebrona, enstaka hemman, första gången i jordeboken 1614. Hörde före 1824 till Skövde socken och därefter till 1889 till Suntetorps socken. Tillhör Suntetorps herrgård.
- Halvarstorp, enstaka hemman, första gången i jordeboken 1561 som skattetorp.
- Hulan, enstaka hemman, första gången i jordeboken 1561 som kronotorp.
- Humlebron, enstaka hemman, första gången i jordeboken 1564 som kronotorp.
- Igelstorp, by med tre hemman (1 Skattegården, 2 Millomgården och 3 Västergården). Karlsborgsbanan drogs över byns mark och 1876 anlades Igelstorps järnvägsstation kring vilket samhället Igelstorp växte fram. Stationen revs 1984.
- Jonsbo och Nyholm, enstaka hemman, första gången i jordeboken 1825.
- Kaggelstorp, enstaka hemman, första gången i jordeboken 1561 som kronotorp.
- Kavelbron, enstaka hemman, första gången i jordeboken 1627 som gräsgäld.

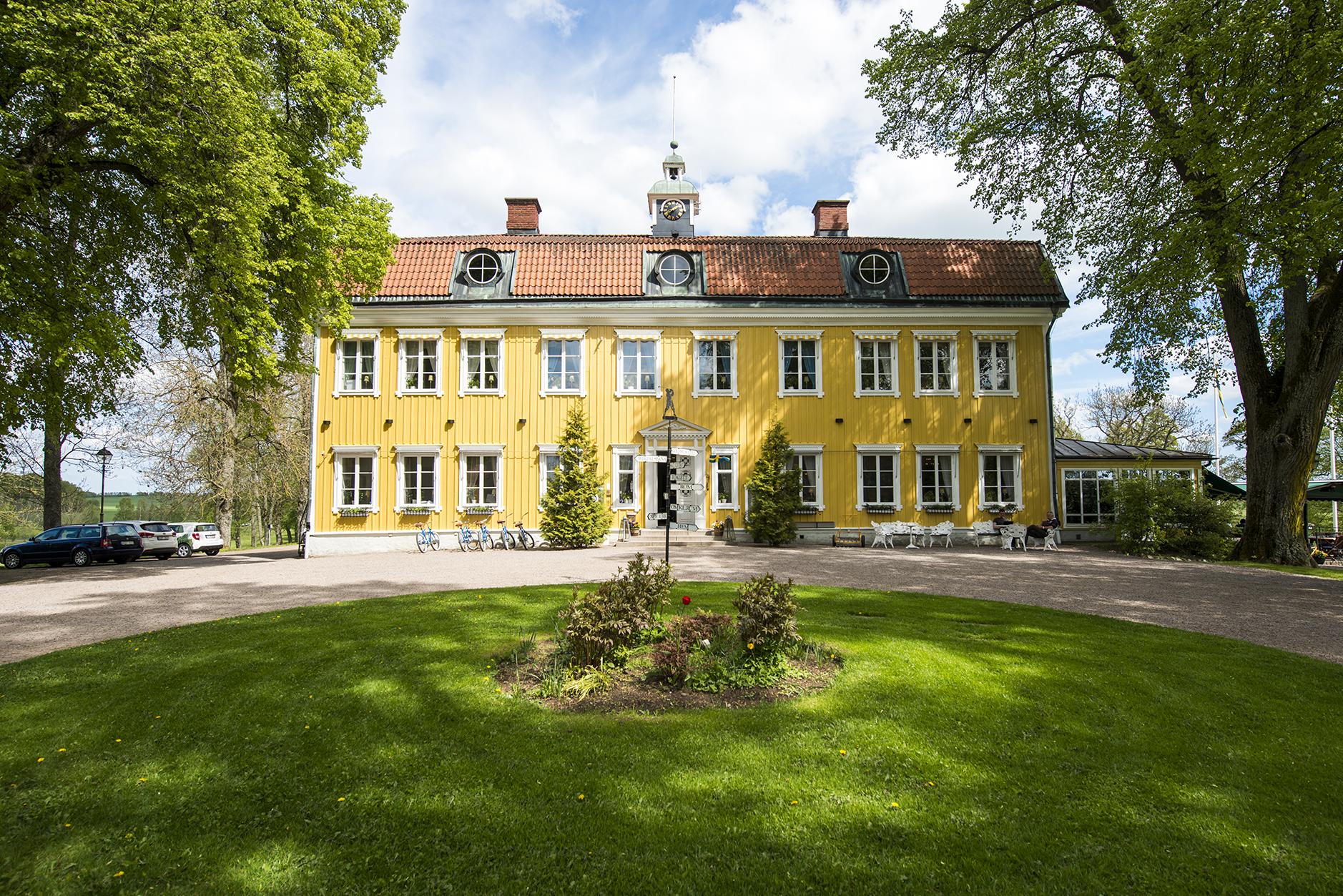
Knistad herrgård 2014.

- Knistad (omkring år 1700 också Åkersberg), enstaka hemman, tillika säteri, bebyggt som herrgård. Egendomen omfattade på 1880-talet förutom Knistad också Årängen samt tegelbruk.[8] På 1940-talet omfattade egendomen 850 hektar varav 450 hektar åker. Då var också Nolskogen i Forsby socken och Gudmundstorp i Skövde stad, tidigare i Skövde socken, underlydande gårdar. Huvudbyggnaden var uppförd i trä, byggnadsstilen 1700-tal, och försedd med tre flyglar samt omgiven av trädgård och park.[9] Knistad herrgård har omvandlats till en konferensanläggning med golfbana på omgivande marker.
- Knösamossen, enstaka hemman, första gången i jordeboken 1825.
- Kristinetorp, ett hemman (1) och en äng (2), första gången i jordeboken 1602 som kronotorp.
- Kroken, enstaka hemman, första gången i jordeboken 1561 som kronotorp.
- Kroppedammen, enstaka hemman, första gången i jordeboken 1611.
- Kullamossen, enstaka hemman, första gången i jordeboken 1601 som kronotorp.
- Kungsryd, Lilla, enstaka hemman, första gången i jordeboken 1631 som gräsgäld.
- Kungsryd, Stora, enstaka hemman.
- Kusåsen, enstaka hemman.
- Kvarntorp, enstaka hemman, första gången i jordeboken 1601 som kronotorp.
- Källetorpet, enstaka hemman, första gången i jordeboken 1611.
- Liden, se Sventorp.
- Lindåsen, by med två hemman (1 Lilla Lindåsen och 2 Stora Lindåsen).
- Lunden, enstaka hemman.
- Långaskede, by med två hemman (1 Lilla Långaskede och 2 Stora Långaskede), som finns i jordeboken från 1604 respektive 1611.
- Mon (eller Storemon), enstaka hemman, första gången i jordeboken 1687. Ett torp heter Lillemon. Tillhör Suntetorps herrgård.
- Noltorp, Lilla, enstaka hemman, första gången i jordeboken 1561 som kronotorp.
- Noltorp, Stora, enstaka hemman.
- Nyholm, se Jonsbo.
- Noltorp, Södra, enstaka hemman, första gången i jordeboken 1815.
- Piggatorp, by med två hemman (1 Lilla Piggatorp och 2 Stora Piggatorp), som finns i jordeboken från 1631 respektive 1564, bägge säterier, brukades tillsammans som en herrgård. Egendomen omfattade på 1880-talet också av Stockerhult.[10]
- Runneberg, enstaka hemman, första gången i jordeboken 1627.
- Rydingstorp, enstaka hemman, tillika säteri, första gången i jordeboken 1601 som skattetorp.
- Rävshult, enstaka hemman, första gången i jordeboken 1601 som kronotorp.
- Rävstorp, enstaka hemman, första gången i jordeboken 1561 som kronotorp.
- Stockerhult, enstaka hemman, lydde på 1880-talet under Piggatorp.
- Stubberud, enstaka hemman, första gången i jordeboken 1627 som gräsgäld.
- Suntetorp, kyrkby med tre hemman i den tidigare socknen Suntetorp som 1890 uppgick i Sventorps socken (1 Olofsgården, 2 Jon Månsgården och 3 Stommen). Suntetorps kyrka övergavs 1615, varefter sockenborna började gå i Sventorps kyrka. Lämningar av kyrkan ska finnas kvar.[11] De tre hemmanen var säterier och har åtminstone sedan 1600-talet brukats som en herrgård, länge ägd inom ätten Lind af Hageby. Egendomen bestod på 1880-talet förutom av byn Suntetorp också av hemmanen Säterkullen, Djupedalen, Grönevall, Görjebrona, Mon (Moen eller Genstigen), Stubberud och Toratorp samt Fjälla kvarn och såg.[12] Suntetorps säteri köptes 1917 av familjen Sahlström som sedan dess har bedrivit jord- och skogsbruk på egendomen. Inriktningen är mjölk, skog och spannmål och arealen 600 hektar åker, 120 hektar bete och 900 hektar skog.[13]
- Sventorp, kyrkby med fyra hemman (1 Stommen, 2 Östergården, 3 Västergården eller Skrivaregården och 4 Liden).
- Säterkullen, enstaka hemman, tillika säteri, första gången i jordeboken 1601 som kronotorp. Under Suntetorps herrgård. På mark som hör till Säterkullen har bebyggelsen Fjället växt fram, vars namn säkerligen hänger samman med den intilliggande kvarnen och sågen Fjälla (Fjällakvarn), nerlagd 1994.[14]
- Toratorp (från början Hultet), enstaka hemman, första gången i jordeboken 1627 som gräsgäld.
- Åkersberg, se Knistad.
- Årängen, enstaka hemman, första gången i jordeboken 1611 som kvarnström. Under Knistad.

## Fornlämningar
Från järnåldern finns gravar, stensättningar och domarringar.

## Namnet
Namnet skrevs 1343 Suenäthorpe och kommer från kyrkbyn. Efterleden är torp, 'nybygge'. Förleden innehåller antingen mansnamnet Svene eller sven, 'yngling; tjänare; väpnare'.